# Grust
Grust – miejscowość i gmina we Francji, w regionie Oksytania, w departamencie Pireneje Wysokie.
Według danych na rok 1990 gminę zamieszkiwały 44 osoby, a gęstość zaludnienia wynosiła 5 osób/km² (wśród 3020 gmin regionu Midi-Pyrénées Grust plasuje się na 1019. miejscu pod względem liczby ludności, natomiast pod względem powierzchni na miejscu 1182.).